# Nerf crânien

Disposition des nerfs crâniens à leur émergence sur une vue inférieure de l'encéphale.

Les nerfs crâniens sont les nerfs qui émergent directement de l'encéphale (par opposition aux nerfs spinaux qui émergent de la moelle épinière). Les mammifères en possèdent 12 paires, comme les oiseaux et les espèces appartenant au groupe paraphylétique des reptiles.   Néanmoins, cette classification est imparfaite, comme le suggère l'existence du nerf terminal. Trois sont sensoriels, cinq sont moteurs et les quatre autres sont dits mixtes c'est-à-dire qu'ils ont à la fois une fonction sensorielle (ou sensitive) et motrice. L'imagerie par résonance magnétique est une solution privilégiée pour l'examen d'un nerf en profondeur. Si des pathologies peuvent atteindre un nerf en particulier, il existe aussi plusieurs syndromes dans lesquels plusieurs sont touchés. 

## Présentation générale
Les douze paires de nerfs crâniens qui émergent de l'encéphale présentent une grande diversité de structures. Ils peuvent être sensitifs, moteurs ou mixtes ; posséder un, plusieurs ou aucun ganglion sensitif. Ils desservent uniquement la tête et le cou, à l'exception des nerfs vagues qui se prolongent dans les cavités thoraciques et abdominales. Une treizième paire, le nerf terminal, jouerait un rôle important dans la détection des phéromones pour certains animaux mais sa fonction reste peu claire chez l'être humain. Néanmoins, les nerfs olfactifs et optiques ne sont pas de véritables nerfs crâniens : ils ne possèdent pas de gaine de Schwann et se comportent comme des extensions directes du système nerveux central. En outre, le nerf hypoglosse est d'abord issu du bulbe rachidien et n'est rattaché au crâne que de manière secondaire. La classification usuelle n'est ainsi pas rigoureusement exacte.
Les nerfs crâniens parcourent l'intérieur et l'extérieur du crâne. Ils passent dans des trous appelés les foramen. Tous les nerfs crâniens sont pairs, ce qui signifie qu'ils sont présents à la fois du côté droit et du côté gauche du corps.
| Nerfs crâniens             | Fonction sensorielle      | Fonction motrice | Neurofibres parasympathiques | Points de passage |
| -------------------------- | ------------------------- | ---------------- | ---------------------------- | --- |
| Olfactif (I)               | Oui (odorat)              | Non              | Non                          | Lame criblée de l'ethmoïde |
| Optique (II)               | Oui (vision)              | Non              | Non                          | Canal optique |
| Oculomoteur (III)          | Non                       | Oui              | Oui                          | Fissure orbitaire supérieure |
| Trochléaire (IV)           | Non                       | Oui              | Non                          | Fissure orbitaire supérieure |
| Nerf trijumeau (V)         | Oui (sensations tactiles) | Oui              | Non                          | Fissure orbitaire supérieure pour le nerf ophtalmique (V1), Foramen rond de l'os sphénoïde pour le nerf maxillaire (V2) et foramen ovale de l'os sphénoïde pour le nerf mandibulaire (V3). |
| Abducens (VI)              | Non                       | Oui              | Non                          | Fissure orbitaire supérieure |
| Facial (VII)               | Oui (goût)                | Oui              | Oui                          | Foramen stylo-mastoïdien |
| Vestibulocochléaire (VIII) | Oui (ouïe et équilibre)   | Non              | Non                          | Méat acoustique interne |
| Glossopharyngien (IX)      | Oui (goût)                | Oui              | Oui                          | Foramen jugulaire |
| Vague (X)                  | Oui (goût)                | Oui              | Oui                          | Foramen jugulaire |
| Accessoire (XI)            | Non                       | Oui              | Non                          | Foramen jugulaire |
| Hypoglosse (XII)           | Non                       | Oui              | Non                          | Canal du nerf hypoglosse |

## Terminologie
Les nerfs crâniens sont généralement nommés selon leur structure ou leur fonction. Par exemple, le nerf olfactif (I) permet l'odorat et le nerf facial (VII) innerve les muscles du visage. Parce que le latin était la lingua franca de l'étude de l'anatomie lorsque les nerfs ont été documentés, enregistrés et discutés pour la première fois, de nombreux nerfs portent des noms latins ou grecs, y compris le nerf trochléaire (IV), nommé selon sa structure, car il fournit un muscle qui s'attache à une poulie (en grec : trochlée). Le nerf trijumeau (V) est nommé en fonction de ses trois composants (en latin, trigeminus signifie triplés) et le nerf vague (X) est nommé pour son parcours (latin : vagus). 
Les nerfs crâniens sont numérotés en fonction de leur position, de l’extrémité antérieure vers l'extrémité postérieure (rostrale-caudale) du cerveau. Lorsqu'on observe le cerveau antérieur et le tronc cérébral par en dessous, ils sont souvent visibles dans leur ordre numérique. Par exemple, les nerfs olfactifs (I) et les nerfs optiques (II) naissent de la base du cerveau antérieur, et les autres nerfs, III à XII, naissent du tronc cérébral.

## Parcours intracrânien

### Noyaux
À l'exception du nerf olfactif et du nerf optique, tous les noyaux (en) sont présents dans le tronc cérébral. Dans le mésencéphale se trouvent les noyaux du nerf oculomoteur et du nerf trochléaire ; le pont comprend les noyaux du nerf trijumeau, du nerf abducens, du nerf facial et du nerf vestibulocochléaire ; et la moelle allongée abrite les noyaux du nerf glossopharyngien, du nerf vague, du nerf accessoire et du nerf hypoglosse. Le nerf olfactif émerge du bulbe olfactif et il est généralement considéré que le nerf optique émerge du corps géniculé latéral. Comme chaque nerf peut avoir plusieurs fonctions, les fibres nerveuses qui le composent peuvent se rassembler dans plus d'un noyau. Par exemple, le nerf trijumeau, qui a un rôle sensoriel et un rôle moteur, possède au moins quatre noyaux. 

### Ganglions cérébraux
Les corps cellulaires des nerfs olfactifs et optiques se trouvent dans les organes auxquels ils sont associés tandis que pour les autres nerfs sensitifs, les corps se trouvent dans des ganglions (en) situés à l'extérieur de l’encéphale. Les quatre ganglions dans lesquelles s'effectuent la synapse avec les fibres parasympathiques sont les ganglions ciliaire, otique, ptérygopalatin et sous-mandibulaire.

## Développement
A l'exception du nerf olfactif et du nerf optique, les nerfs crâniens sont formés à partir de deux groupes de cellules embryonnaires spécialisées, la crête neurale crânienne (en) et les placodes ectodermiques (en). Les composants du système nerveux sensoriel de la tête sont issus de la crête neurale et de cellules embryonnaires se développant à proximité immédiate, les placodes sensoriels crâniens (placodes olfactif, cristallin, otique, trijumeau, épibranchial et paratympanique).
Le nerf optique se forme par excroissance du cerveau lors du développement.

## Principales fonctions
Les nerfs olfactifs transmettent les potentiels d'action de l'odorat. Les nerfs optiques font de même pour la vision. Les muscles oculomoteurs sont innervés par les nerfs oculomoteurs, trochléaires et abducens. Les trois branches des nerfs trijumeaux acheminent les potentiels d'action d'origine sensitive issus notamment du nez et de la cornée (pour le nerf ophtalmique) ; du palais, de la joue et des lèvres supérieurs (pour le nerf maxillaire) et de la partie antérieure de la langue et les tempes pour le nerf mandibulaire. Les nerfs faciaux sont les principaux nerfs du visage et innervent ainsi ses muscles. Les nerfs vestibulocochléaires diffusent les potentiels d'action des sens de l’équilibre (pour le nerf vestibulaire) et de l’ouïe (pour le nerf cochléaire). Les nerfs glossopharyngiens innervent une partie de la langue et du pharynx et fournissent des neurofibres motrices au muscle stylo-pharyngien. Dans leur globalité, les nerfs vagues sont des efférences (en) parasympathiques à destination du cœur, du poumon et des viscères abdominaux. Elles véhiculent également l’information sensitive des viscères thoraciques et abdominaux, entre autres. Bien que mixtes, les nerfs accessoires sont principalement moteurs et sont liés au pharynx, au larynx et au voile du palais. Les nerfs hypoglosses conduisent les neurofibres motrices de la langue.

## Clinique

### Imagerie médicale
L'exploration des nerfs crânien par l'imagerie médicale s'effectue de manière séparée et systématique. Le scanner en fenêtre parenchymateuse est à privilégier en situation ou d'urgence ou pour une première approche. Le scanner en fenêtre osseuse autorise l'étude du foramen de la base du crâne. Cependant, l'imagerie par résonance magnétique reste l'examen décisif pour repérer l'atteinte d'un ou plusieurs nerfs crâniens, avec des séquences différentes selon les parties du nerf à observer.

## Pathologie
Au nombre des syndromes touchant plusieurs nerfs crâniens, il est possible de citer le syndrome de l'apex orbitaire, qui se caractérise par une ophtalmoplégie (par l’altération des nerfs III, IV et VI) et des troubles visuels par l'atteinte du nerf optique ou le syndrome de l'angle ponto-cérébelleux qui combine une hémianesthésie ipsilatérale, une parésie faciale et une hypoacousie, respectivement par l'atteinte des nerfs V, VII et VII.